# 克里斯蒂安·米切爾森
克里斯蒂安·米切爾森（挪威語：Christian Michelsen，1857年3月15日—1925年6月29日），全名，是挪威船業商人和政治家。他於1905年至1907年間擔任挪威首相。他於1905年瑞典-挪威聯合解體中擔當重要角色，是挪威當代最有影響力的政治人物。

## 早年生活
米切爾森生於挪威卑爾根，祖父Peder Christian Hersleb Kjerschow是主教。

## 事業
米切爾森是律師和船業商人。1891年，他代表左翼黨擔任挪威議會議員。他致力聯合左翼黨和右翼黨，達至成立聯盟黨。他是弗朗西斯·哈格呂普第二次內閣成員，對瑞典-挪威聯合態度強硬。1905年，他接任為克里斯蒂安尼亞挪威首相，後來成為獨立後首任首相。
瑞典-挪威聯合解體的導火線是奧斯卡二世國王拒絕挪威對外國派駐領事。瑞典政府根據聯合條款，多年來執意主導挪威外交事務；因此，挪威議會須得瑞典議會首肯，方可通過領使法案。瑞典雖然同意挪威享有獨立領事的訴求，但仍然要求挪威服從條款，必須任命瑞典人為外交部長。雖然挪威人一直感到瑞典人主宰了兩國聯合的事務，卻不願在正式法律上接受此事。
1905年5月27日，奧斯卡二世拒絕簽署領事法案，挪威內閣因而總辭。國王或許已經感到聯合勢將瓦解，對內閣沒有採取進一步行動。瑞典政府也沒有回應，視之為挪威再次退縮。6月7日，挪威議會宣告，由於奧斯卡二世於米切爾森辭職後無法籌組新政府，他已證實無力統治挪威，因此失去挪威國王的資格。此策略主要由米切爾森策劃，使聯合解體得到法律基礎。
米切爾森感到，挪威人民在多月來的薰陶下，已經一致支持獨立。8月13日舉行的全民投票中，支持保留聯合的只有184票，只佔總票數的0.05%。雖然米切爾森傾向建立民主共和國，但認為君主制會更易得到國內國外支持。其後的另一次全民投票中，79%的挪威人選擇保留君主制。丹麥的卡爾王子為新任國王，即哈康七世。

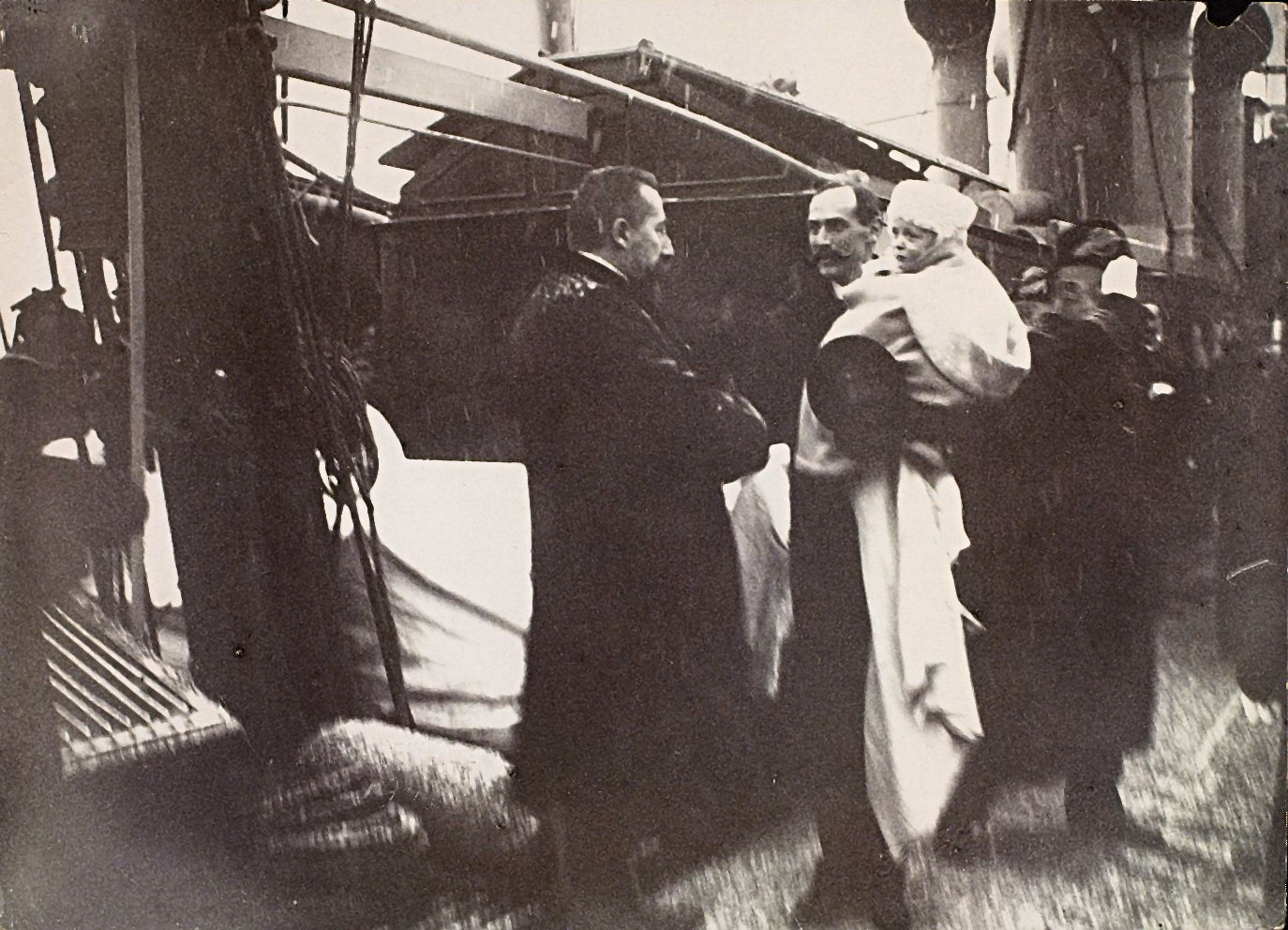
米切爾森在克里斯蒂安尼亞迎接國王哈康七世和王儲奧拉夫王子。

1907年，米切爾森對政治紛爭感到厭倦，辭去首相一職，由約恩·勞弗蘭繼任。勞弗蘭無意維繫聯盟黨，該黨於1908年解散。